# Oxalis hedysarifolia
Oxalis hedysarifolia là một loài thực vật có hoa trong họ Chua me đất. Loài này được Raddi mô tả khoa học đầu tiên năm 1820.